# Polimerasa
La polimerasa es una enzima capaz de transcribir o replicar ácidos nucleicos, que resultan cruciales en la división celular (ADN polimerasa) y en la transcripción del ADN (ARN polimerasa). La ADN polimerasa y la ARN polimerasa se utilizan para ensamblar moléculas de ADN y ARN, respectivamente, copiando una hebra de plantilla de ADN usando interacciones de emparejamiento de bases o ARN mediante replicación de media escalera.
La ADN polimerasa es la enzima que lleva a cabo la reacción en cadena de la polimerasa (PCR), una técnica que ha desempeñado un papel esencial en el desarrollo de la genética.
Una polimerasa puede depender de la plantilla o ser independiente de la plantilla. La poli(A)-ARN-Polimerasa (PAP) es un ejemplo de polimerasa independiente de la plantilla. También se sabe que la terminal desoxirribonucleotidil transferasa (TdT) tiene actividades independientes del molde y dependientes del molde.

## Diferenciación
| Tipo                           | Abreviatura | Plantilla → Producto | Función                      |
| ------------------------------ | ----------- | -------------------- | ---------------------------- |
| ADN-dependiente ADN polimerasa | DDDP        | ADN → ADN            | Replicación                  |
| ARN-dependiente ADN polimerasa | RDDP        | ARN → ADN            | Transcripción inversa        |
| ADN-dependiente ARN polimerasa | DDRP        | ADN → ARN            | Transcripción                |
| ARN-dependiente ARN polimerasa | RDRP        | ARN → ARN            | Replicación de los Virus ARN |
| independiente ARN polimerasa   |             | → ARN                |                              |
| independiente ADN polimerasa   |             | → ADN                |                              |

## Clasificación
- ADN-dependiente ADN polimerasa (DDDP)
  - Familia A: Incluye las ADN polimerasas eucariotas γ, θ, ν y la procariota I.
  - Familia B: Incluye las ADN polimerasas eucariotas ζ, α, δ, ε y la procariota II. También se ha propuesto la inclusión de algunas ADN polimerasas virales.
  - Familia D: Incluye la ADN polimerasa procariota D y también se ha propuesto la inclusión de algunas ADN polimerasas virales.
  - Familia X: Incluye las ADN polimerasas eucariotas β, σ, λ, μ, TDT y la procariota III.
  - Familia Y: Incluye las ADN polimerasas eucariotas ι, κ, η  y las procariotas IV y V.
- ADN-dependiente ARN polimerasa (DDRP)
  - Multi-subunidad (msDdRP): Incluye las ARN polimerasas eucariota I, II, II, IV, V, la ARNP bacteriana y la ARNP arqueana.
  - Subunidad única (ssDdRP): incluye la ARN polimerasa T7 y la POLRMT.
  - Primasa, PrimPol.
- ARN-dependiente ADN polimerasa (RDDP)
  - Transcriptasa inversa (RT)
  - Telomerasa
- ARN-dependiente ARN polimerasa (RDRP)
  - RdRP viral
  - cRdRP eucariota (en algunos eucariotas infectados por virus de ARN)
- Elongación de ARN sin plantilla
  - PAP, PNPase

## Demostración
Un ejemplo de la ARN polimerasa, que funciona sin plantilla, es la poli(A)-ARN-Polimerasa (PAP), que se une a la cola poli(A) de la molécula del ARNm. La terminal desoxirribonucleotidil transferasa (TdT) es una ADN polimerasa independiente de la plantilla.

## Por estructura

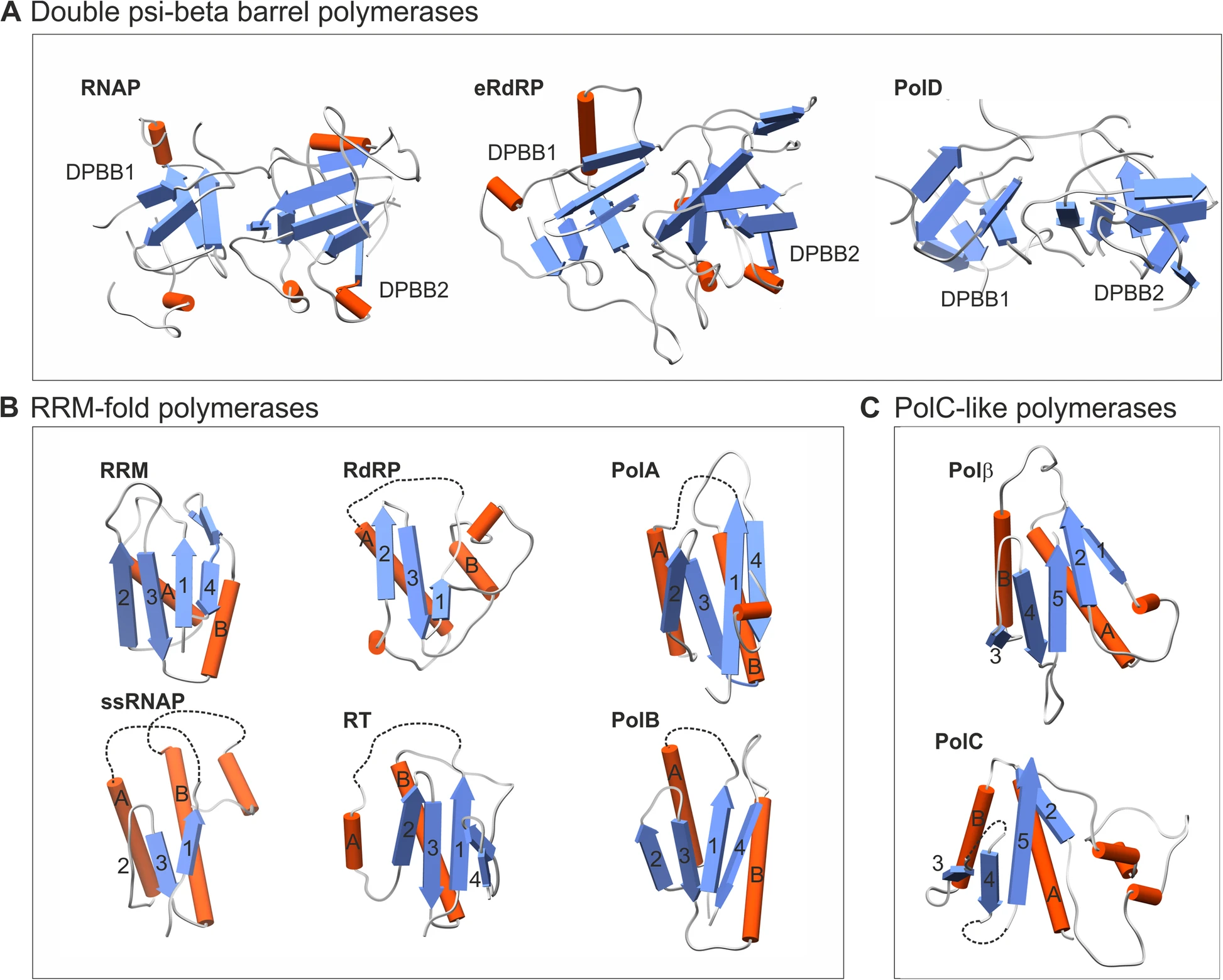
Ejemplo de algunas polimerasas.

Las polimerasas generalmente se dividen en dos superfamilias, con pliegue de "mano derecha" y pliegue de "barril beta doble psi" (a menudo simplemente "doble barril"). El primero se ve en casi todas las ADN polimerasas y casi todas las polimerasas virales de subunidad única; están marcados por un dominio de "palma" conservado. Este último se observa en todas las ARN polimerasas de múltiples subunidades, en la cRdRP y en las ADN polimerasas de la "familia D" que se encuentran en las arqueas. La familia "X" representada por la ADN polimerasa beta tiene solo una forma vaga de "palma" y, a veces, se considera una superfamilia diferente.
Las primas generalmente no entran en ninguna categoría. Por ejemplo las primasas bacterianas suelen tener el dominio Toprim y están relacionadas con las topoisomerasas y la helicasa centelleo mitocondrial. Las primasas eucariotas y arqueanas forman una familia AEP no relacionada, posiblemente relacionada con la polimerasa palma. Sin embargo, ambas familias se asocian al mismo conjunto de helicasas. 